# 길천초등학교
길천초등학교는 대한민국 울산광역시 울주군 상북면 길천리에 있었던 공립 초등학교이다. 궁근정초등학교, 향산초등학교, 길천초등학교 3개 학교 중 가장 먼저인 1927년 3월 1일 개교하였으며, 2006년에는 아름다운 학교 전국 최우수 학교로 선정되기도 하였으나 2000년대 들어서 학생 수가 계속해서 줄어들었고, 2016년 2월 29일 궁근정초등학교, 향산초등학교와 함께 상북초등학교로 통폐합 되면서 폐교되었다. 향후 이곳은 길천 꿈자람 놀이터라는 놀이공간으로 새롭게 문을 열었다.

## 학교 연혁
- 1927년 3월 1일 길천공립보통학교(4년제)로 개교
- 1937년 3월 31일 6년제로 개편
- 1938년 4월 1일 길천공립심상소학교로 개칭
- 1941년 4월 1일 길천공립국민학교로 개칭
- 1943년 7월 24일 궁근정분교장, 이천분교장 인가
- 1947년 3월 1일 궁근정국민학교 분리
- 1948년 9월 1일 향산국민학교 분리
- 1948년 12월 1일 길천국민학교 개칭
- 1981년 3월 1일 병설유치원 개원
- 1996년 3월 1일 길천초등학교로 개칭
- 1999년 3월 1일 울산광역시교육청 지정 열린교육시범학교
- 2005년 4월 1일 울산광역시교육청 지정 환경시범학교
- 2006년 12월 8일 아름다운학교 전국 최우수 학교 선정(조선일보)
- 2007년 9월 1일 지역과 함께하는 평생교육 사업 운영(2년간)
- 2009년 3월 1일 울산광역시교육청 지정 디지털교과서연구시범학교(3년간)
- 2014년 2월 19일 제85회 졸업식(본교 3938명, 분교 342명)
- 2014년 3월 1일 강신현(35대) 교장 부임
- 2015년 2월 17일 제86회 졸업식(본교 3991명, 분교 342명)
- 2016년 2월 5일 제87회 졸업식(10명)(총 4343명, 본교 4001명, 분교 342명)
- 2016년 2월 29일 상북초등학교로 통폐합[1][2]

## 폐교 이후
폐교 이후 길천초등학교 터에 '꿈자람놀이터'가 들어섰다.